# Marcus Mehnert
Marcus Mehnert (Asker, 1997. október 28. –) norvég labdarúgó, a Strømsgodset csatárja.

## Pályafutása
Mehnert a norvégiai Asker városában született. Az ifjúsági pályafutását a Stabæk akadémiájánál kezdte.
2016-ban mutatkozott be a Stabæk első osztályban szereplő felnőtt keretében. 2016 nyarán az Asker, majd a Brann szerződtette. A 2019-es szezonban a Nest-Sotra csapatát erősítette kölcsönben. 2021-ben a Ranheimhez igazolt. 2023. február 10-én 3½ éves szerződést kötött Strømsgodset együttesével. Először a 2023. április 16-ai, Aalesund ellen 1–0-ra megnyert mérkőzés 65. percében, Jostein Ekeland cseréjeként lépett pályára. Első gólját 2023. április 19-én, a Lillestrøm ellen idegenben 4–3-as vereséggel zárult találkozón szerezte meg.

## Statisztikák
2023. április 19. szerint
| Klub                    | Szezon   | Osztály     | Bajnokság | Bajnokság | Kupa  | Kupa | Nemzetközi | Nemzetközi | Összesen | Összesen |
| Klub                    | Szezon   | Osztály     | Meccs     | Gól       | Meccs | Gól  | Meccs      | Gól        | Meccs    | Gól      |
| ----------------------- | -------- | ----------- | --------- | --------- | ----- | ---- | ---------- | ---------- | -------- | -------- |
| Nest-Sotra (kölcsönben) | 2019     | OBOS-ligaen | 21        | 8         | 3     | 3    | —          | —          | 24       | 11       |
| Brann                   | 2020     | Eliteserien | 7         | 0         | 0     | 0    | —          | —          | 7        | 0        |
| Ranheim                 | 2021     | OBOS-ligaen | 29        | 10        | 1     | 0    | —          | —          | 30       | 10       |
| Ranheim                 | 2022     | OBOS-ligaen | 29        | 12        | 3     | 4    | —          | —          | 32       | 16       |
| Ranheim                 | Összesen | Összesen    | 58        | 22        | 4     | 4    | 0          | 0          | 62       | 26       |
| Strømsgodset            | 2023     | Eliteserien | 2         | 1         | 0     | 0    | —          | —          | 2        | 1        |
| Összesen                | Összesen | Összesen    | 88        | 31        | 7     | 7    | 0          | 0          | 95       | 38       |